# Mandrili (rock sastav)
Mandrili su rock sastav iz Rijeke, osnovan 1997. godine pod tadašnjim imenom ManDrill.

## Povijest sastava
Sastav pokreću basist Robert Jovanović i gitarist Đimi Grgić, nakon što je s radom prestala njihova bivša grupa MC Buffalo & Maderfankerz. Uskoro im se pridružuje bubnjar Dalibor Peršić Dale, te potom i pjevač Kristijan Ćoza.
Godine 1997. nastaje prva pjesma "Dosada", a 1998. na RiRocku, riječkom festivalu demoizvođača, održavaju prvi nastup i osvajaju prvu nagradu koja uključuje snimanje spota (za pjesmu "Dosada").
Iako još bez izdavača, u sastavu Kristijan Ćoza, Robert Jovanović, Đimi Grgić, Dalibor Peršić i Tea Grujičić, započinju snimanje prvog albuma koji pod imenom "Embryo" 2002. godine objavljuje "Croatia Records".
Uskoro iz sastava odlaze pjevačica Tea Grujičić i gitarist Đimi Grgić kojeg zamjenjuje Tomislav Radinović.
Nakon prometne nesreće Roberta Jovanovića i Tomislava Radinovića, sastav konačno dovršava i izdaje svoj drugi album "P" kojeg objavljuje "Aquarius Records" 2006. godine. Na albumu se nalaze singlovi "Satrdej bejbe", "P", "Čelik", i jedan od većih hitova - pjesma "Ljubio, valjao".
Dok su prva dva albuma nastala pod utjecajem rapa i elektronske glazbe, pri snimanju trećeg albuma, sastav se odlučuje snimiti album bez elektroničkih efekata, u rockerskom stilu. Pri samom kraju snimanja albuma, američki funk-rock sastav Mandrill zahtjeva od njih promjenu imena, zbog čega dolazi do odgode objavljivanja albuma. Sastav mijenja ime u Mandrili i u jesen 2008. godine objavljuje novi album "Tibet" kojeg najavljuje singl "Sve što nas čini takvima". Na albumu su se našli i singlovi "Tibet" i "Padam". Riječka promocija albuma održana je u Stereo Dvorani.
2010. godine, Mandrili se udružuju s nekadašnjim gitaristom i vokalom riječke punk grupe Paraf, Valterom Kocijančićem. Snimaju album na Kocijančićevu glazbu i s pretežno Ćozinim tekstovima kojeg u proljeće 2010. godine najavljuje singl "Trst".
Bubnjar Dalibor Peršić odlučuje napustiti sastav, a zamjenjuje ga Alen Tibljaš koji prvi koncert s Mandrilima održava u svibnju 2010. godine u Rijeci, na koncertu u sklopu Studentskog dana. Tom prilikom, na pozornici se Mandrilima pridružuje i Valter Kocijančić s kojim sviraju dvije stare pjesme Parafa i aktualni singl "Trst". Pri kraju 2010. godine konačno izlazi i album "Apstinencija" potpisan pod imenom "Walter et Les Mandrills". Album je promoviran u riječkoj Stereo Dvorani u ožujku 2011., a do kraja te godine uslijedilo je još nekoliko nastupa na kojima je sviran materijal s albuma te nekoliko starih pjesama Parafa.
3. lipnja 2011. godine, Mandrili objavljuju pjesmu "Torpedo" kao najavu novog albuma. Dan kasnije na nastupu na Studentskom danu, na Gatu Karoline Riječke, ponovno predstavljaju novog člana - Darka Terlevića (iz grupe Morso) te sastav postaje kvintet. Darko trenutno svira u bandu The Siids.
Nedugo nakon objave albuma "Demencija", Robert Jovanović napušta Hrvatsku. Mandrili nastupaju sporadično, a Franjo Jardas iz grupe Father po potrebi zamjenjuje Roberta. Kreće pauza u glazbenim aktivnostima Mandrila, pa iako se povremeno okupljaju radi potencijalnog komponiranja novih pjesama, nezadovoljni materijalima odustaju od daljnjeg rada.
Tijekom pauze Alen Tibljaš snima i nastupa s Edo Maajkom povodom promocije albuma "Spomen ploča", te postaje stalni član Baretovih Majki, kao i niza rock bandova iz svih krajeva Hrvatske.
Tomislav Radinović započinje novu karijeru u novom riječkom bandu Jonathan, koji niže uspjehe diljem zemlje, a nastupaju i po festivalima Europe kao i Sjedinjenih Američkih Država.
Sa sređenijom situacijom nego prije nekoliko godina, Robert Jovanović se ponovo aktivira u glazbi. Započinje suradnju s riječkom grupom Turisti, te nastupa i snima s bendom čiji su članovi Vlado Simčić Vava (gitara), Iva Močibob (vokal, ex-E.N.I.), te Bobo Grujičić (bubnjevi). Paralelno nastupa kao član prateće grupe Valtera Kocijančića (Paraf), zajedno s Vavom i Alenom Tibljašem, naziva "Valter i Perspektiva". Ova postava snima pjesmu "Goli otok", nikad oficijelno objavljeni uradak prve postave Parafa, koji se nedugo nakon objave okuplja u originalnoj postavi i promovira objavljeni box-set svih albuma benda, s članovima iz obje postave, na pozornicama diljem regije. 
Zajedno s Alenom, Robert postaje članom riječkog Fit-a, jednog od najpopularnijih sastava osamdesetih u bivšoj državi. Nastupaju na dočeku Nove Godine 2019. na riječkom Korzu, te imaju kraću turneju po Srbiji.
Tijekom prvog vala korone, Mandrili započinju s probama i rade novi album u istoj postavi - Kristijan, Tomislav, Robert i Alen. Materijalom su zadovoljni svi članovi, a najava novog albuma novim singlom planirana je tijekom zime 2020. 

## Diskografija
- "Embryo" (Croatia Records) 2002.
- "P" (Aquarius Records) 2006.
- "Tibet" (Aquarius Records) 2008.
- "Demencija" (Aquarius Records) 2013.

## Članovi sastava
1. Kristijan Ćoza - vokal
2. Tomislav Radinović - gitara
3. Robert Jovanović - bas-gitara
4. Alen Tibljaš - bubnjevi